# Robert Gordon (guionista)
Robert Gordon (nació el 18 de diciembre de 1973) es un guionista y productor estadounidense. Entre las películas que ha escrito están Adictos al amor (1997), Héroes fuera de órbita (1999), Hombres de negro II (2002) y Lemony Snicket's A Series of Unfortunate Events (2004).

## Filmografía
- Adictos al amor (1997) (historia y guion)
- Héroes fuera de órbita (1999) (guion)
- Hombres de negro II (2002) (historia y guion)
- Lemony Snicket's A Series of Unfortunate Events (2004) (guion)
- Sky Captain y el mundo del mañana (2004) (productor asociado)
- Parque mágico (2019) (historia)